# Église Saint-Jean-le-Théologien de Sremski Mihaljevci
Pour les articles homonymes, voir Église Saint-Jean.
L'église Saint-Jean-le-Théologien de Sremski Mihaljevci (en serbe cyrillique : Црква Светог Јована Богослова у Сремским Михаљевцима ; en serbe latin : Crkva Svetog Jovana Bogoslova u Sremskim Mihaljevcima) est une église orthodoxe serbe située à Sremski Mihaljevci, dans la province de Voïvodine, dans le district de Syrmie et dans la municipalité de Pećinci en Serbie. Elle est inscrite sur la liste des monuments culturels de grande importance de la république de Serbie (identifiant no SK 1274).

## Présentation
L'église de Sremski Mihaljevci, a été construite au début du XIXe siècle, selon la tradition en 1816. Elle est constituée d'une nef unique prolongée par une abside demi-circulaire ; la façade occidentale est dominée par un clocher. La décoration, tant à l'extérieur qu'à l'intérieur, est simple. Les façades sont rythmées horizontalement par une corniche profilée qui court en-dessous du toit et, verticalement, par des pilastres aux chapiteaux moulurés. La façade septentrionale compte deux ouvertures, la façade méridionale en compte trois, toutes dotées d'un simple châssis moulé. La façade occidentale est la plus décorée : elle est surmontée d'un petit fronton triangulaire, tandis que le premier étage du clocher est doté d'un pignon ornemental brisé aux angles recourbés.

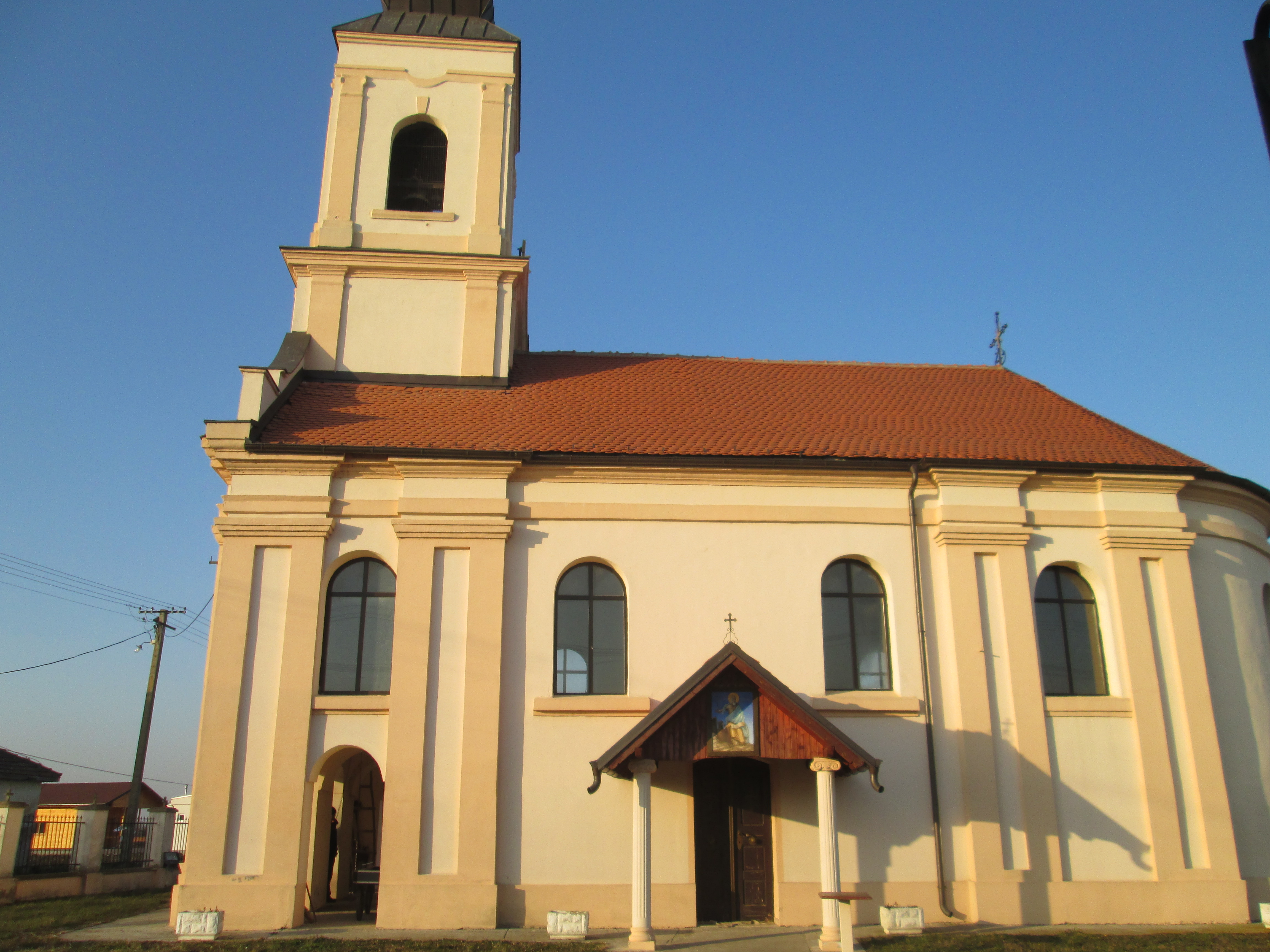
Autre vue de l'église

À l'intérieur de l'église, l'iconostase, de style classique a été réalisée par le sculpteur sur bois Georgije Dević en 1846 ; elle a été peinte par Konstantin Pantelić en 1855 ; l'artiste s'y montre influencé par Konstantin Danil.